# Aeroportul Naknek
Aeroportul Naknek (IATA: NNK, FAA LID: 5NK) este un aeroport din Alaska, Statele Unite ale Americii ce deservește zona Naknek⁠(d). Aeroportul a fost tranzitat în 2019 de 38 de pasageri. A fost numit după zona deservită.
Situat la o altitudine de 21 m, aeroportul dispune de 2 piste.

## Infrastructură

### Piste
Aeroportul dispune de 2 piste. Pista 08/26 are suprafața de pietriș și dimensiunile 1.950 picioare × 50 picioare. Pista 14/32 are suprafața de pietriș și dimensiunile 1.836 picioare × 45 picioare. 